# Balanophyllia javaensis
Espèce
Balanophyllia javaensis est une espèce éteinte de coraux de la famille des Dendrophylliidae. Selon la base de données WoRMS, cette espèce fait partie du sous-genre Balanophyllia (Balanophyllia) Wood, 1844.